# Gonzalo Escalante
Gonzalo Escalante  (Bella Vista, Argentina, 27 de marzo de 1993) es un futbolista argentino. Juega de centrocampista y su equipo es el Cádiz C. F. de la Segunda División de España.

## Trayectoria

### Boca Juniors
Surgió de las inferiores de Boca Juniors. 
El 13 de abril de 2013 hizo su debut profesional en Boca Juniors en reemplazo de Clemente Rodríguez, frente a San Martín de San Juan, por la novena fecha del Torneo Final 2013, en un encuentro disputado en el Estadio Ingeniero Hilario Sánchez de San Juan. El mismo terminó 6 a 1  a favor de San Martín. 
No obstante, el equipo decidió que se iría cedido para tomar rodaje en otro equipo y luego volver. En el Xeneize disputó 11 partidos y no convirtió goles.

### Calcio Catania
En julio de 2014 fue cedido al Catania de Italia, equipo que en ese momento se encontraba en la segunda división. Finalmente el Catania se quedaría con el pase de Gonzalo Escalante como parte de pago por Gino Peruzzi que iría al Boca Juniors.
En el equipo italiano disputó 20 partidos y convirtió un gol.

### S. D. Eibar
Fue cedido por un año a la S. D. Eibar, entonces equipo de la Primera División de España, en julio de 2015. En la jornada 1 hizo su debut frente al Granada C. F. y marcó su primer gol. Se convirtió en una pieza importante del equipo durante el transcurso de la primera vuelta de La Liga, participando de todos los encuentros que pudo estar disponible. 
En enero de 2016 el club armero llegó a un acuerdo con el Catania Calcio para hacerse dueño de su pase. Firmó un contrato hasta junio de 2020.

### Regresos a Italia y España
Tras finalizar su contrato con la S. D. Eibar, regresó a Italia para jugar en la S. S. Lazio de la Serie A. Después de año y medio en el equipo capitalino, en enero de 2022 se hizo oficial su vuelta al fútbol español tras ser cedido al Deportivo Alavés para lo que quedaba de temporada. En la siguiente fue prestado a la U. S. Cremonese y el Cádiz C. F.

## Estadísticas

### Clubes
Actualizado hasta su último partido disputado el 1 de junio de 2025.
| Club                         | Div.          | Temporada     | Liga  | Liga  | Liga   | Copas nacionales | Copas nacionales | Copas nacionales | Copas internacionales | Copas internacionales | Copas internacionales | Total | Total | Total  |
| Club                         | Div.          | Temporada     | Part. | Goles | Asist. | Part.            | Goles            | Asist.           | Part.                 | Goles                 | Asist.                | Part. | Goles | Asist. |
| ---------------------------- | ------------- | ------------- | ----- | ----- | ------ | ---------------- | ---------------- | ---------------- | --------------------- | --------------------- | --------------------- | ----- | ----- | ------ |
| C. A. Boca Juniors Argentina | 1.ª           | 2012-13       | 6     | 0     | 0      | —                | —                | —                | —                     | —                     | —                     | 6     | 0     | 0      |
| C. A. Boca Juniors Argentina | 1.ª           | 2013-14       | 5     | 0     | 0      | —                | —                | —                | —                     | —                     | —                     | 5     | 0     | 0      |
| C. A. Boca Juniors Argentina | Total club    | Total club    | 11    | 0     | 0      | 0                | 0                | 0                | 0                     | 0                     | 0                     | 11    | 0     | 0      |
| Calcio Catania · Italia      | 2.ª           | 2014-15       | 26    | 1     | 0      | —                | —                | —                | —                     | —                     | —                     | 26    | 1     | 0      |
| Calcio Catania · Italia      | Total club    | Total club    | 26    | 1     | 0      | 0                | 0                | 0                | 0                     | 0                     | 0                     | 26    | 1     | 0      |
| S. D. Eibar · España         | 1.ª           | 2015-16       | 34    | 3     | 2      | 2                | 0                | 0                | —                     | —                     | —                     | 36    | 3     | 2      |
| S. D. Eibar · España         | 1.ª           | 2016-17       | 30    | 2     | 3      | 5                | 0                | 0                | —                     | —                     | —                     | 35    | 2     | 3      |
| S. D. Eibar · España         | 1.ª           | 2017-18       | 28    | 1     | 0      | —                | —                | —                | —                     | —                     | —                     | 28    | 1     | 0      |
| S. D. Eibar · España         | 1.ª           | 2018-19       | 32    | 4     | 1      | —                | —                | —                | —                     | —                     | —                     | 32    | 4     | 1      |
| S. D. Eibar · España         | 1.ª           | 2019-20       | 23    | 0     | 3      | 1                | 0                | 0                | —                     | —                     | —                     | 24    | 0     | 3      |
| S. D. Eibar · España         | Total club    | Total club    | 147   | 10    | 9      | 8                | 0                | 0                | 0                     | 0                     | 0                     | 155   | 10    | 9      |
| S. S. Lazio · Italia         | 1.ª           | 2020-21       | 24    | 0     | 1      | 2                | 0                | 0                | 4                     | 0                     | 0                     | 30    | 0     | 1      |
| S. S. Lazio · Italia         | 1.ª           | 2021-22       | 1     | 0     | 0      | —                | —                | —                | —                     | —                     | —                     | 1     | 0     | 0      |
| S. S. Lazio · Italia         | Total club    | Total club    | 25    | 0     | 1      | 2                | 0                | 0                | 4                     | 0                     | 0                     | 31    | 0     | 1      |
| Deportivo Alavés · España    | 1.ª           | 2021-22       | 17    | 5     | 1      | —                | —                | —                | —                     | —                     | —                     | 17    | 5     | 1      |
| Deportivo Alavés · España    | Total club    | Total club    | 17    | 5     | 1      | 0                | 0                | 0                | 0                     | 0                     | 0                     | 17    | 5     | 1      |
| U. S. Cremonese · Italia     | 1.ª           | 2022-23       | 9     | 0     | 1      | 1                | 0                | 0                | —                     | —                     | —                     | 10    | 0     | 1      |
| U. S. Cremonese · Italia     | Total club    | Total club    | 9     | 0     | 1      | 1                | 0                | 0                | 0                     | 0                     | 0                     | 10    | 0     | 1      |
| Cádiz C. F. · España         | 1.ª           | 2022-23       | 14    | 4     | 1      | —                | —                | —                | —                     | —                     | —                     | 14    | 4     | 1      |
| Cádiz C. F. · España         | 1.ª           | 2023-24       | 25    | 1     | 2      | 1                | 0                | 0                | —                     | —                     | —                     | 26    | 1     | 2      |
| Cádiz C. F. · España         | 2.ª           | 2024-25       | 24    | 1     | 1      | 1                | 0                | 0                | —                     | —                     | —                     | 25    | 1     | 1      |
| Cádiz C. F. · España         | Total club    | Total club    | 63    | 6     | 4      | 2                | 0                | 0                | 0                     | 0                     | 0                     | 65    | 6     | 4      |
| Total carrera                | Total carrera | Total carrera | 298   | 22    | 16     | 13               | 0                | 0                | 4                     | 0                     | 0                     | 315   | 22    | 16     |
| 1. 2.                        |               |               |       |       |        |                  |                  |                  |                       |                       |                       |       |       |        |